# Listă de cărți: O
Lista cărți: A - Ă - B - C - D - E - F - G - H - I - Î - J - K - L - M - N - O - P - Q - R - S - Ș - T - Ț - U - V - W - X - Y - Z
- O călătorie spre centrul Pământului de Jules Verne
- Ocolul pământului în 80 de zile de Jules Verne
- Oliver Twist de Charles Dickens
- O lume dispărută de Arthur Conan Doyle
- O mână de oase de Stephen King
- Omul demolat de Alfred Bester
- Omul din castelul înalt de Philip K. Dick
- O piatră pe cer de Isaac Asimov
- O mie nouă sute optzeci și patru (1984) de George Orwell
- O mie și una de nopți
- O fată din alte timpuri
- Orașul mascat
- Obsesii de Helen Hardt
- Obsesii de Helen N.
- O altfel de partidă
- Olympian de Ivo Dima
- O fărâmă de rai de Corina Cindea
- Ordinul de Daniel Silva